# Wayuu
I Wayuu (o anche Guajiro) sono un gruppo etnico della Colombia e del Venezuela, con una popolazione stimata di circa 305.000 persone (135.000 in Colombia e 170.000 in Venezuela).
Parlano la lingua Wayuu (codice ISO 639: GUC). Vivono soprattutto nella penisola della Guajira (da cui deriva anche il nome alternativo "Guajiro") sulle coste caraibiche.